# Lacenas
Lacenas è un comune francese di 922 abitanti situato nel dipartimento del Rodano della regione Alvernia-Rodano-Alpi.

## Monumenti e luoghi d'interesse

### Architetture religiose
- La chiesa di Nostra Signora della frazione di St. Paul costruita nel XII secolo e ristrutturato nel XVI secolo. È decorata da bellissime antiche pitture murali. Per un periodo fu utilizzate come deposito per il fieno, successivamente la chiesa e il suo interno sono stati registrati come monumento storico il 6 febbraio 1981. Il carattere di Saint-Paul è un serbatoio circolare intagliato risalente al XII secolo

### Architetture civili
- Il Château du Sou (1369), la cui porta fortificata è un monumento nazionale dal 21 febbraio 1933.[2]
- Il castello di Bionnay del XVIII secolo.
- Il castello di Montauzan del XVI secolo.
- Le cantina dei Compagnons du Beaujolais (ad est del centro città). Il Cuvage des Compagnons è un antico pigiatoio della fine del XVIII secolo.

## Società

### Evoluzione demografica
Abitanti censiti

## Amministrazione
L'attuale sindaco di Lacenas è Georges Grévoz eletto nel 2008.

### Gemellaggi
- Canale d'Agordo, dal 27 maggio 2006

## Galleria d'immagini

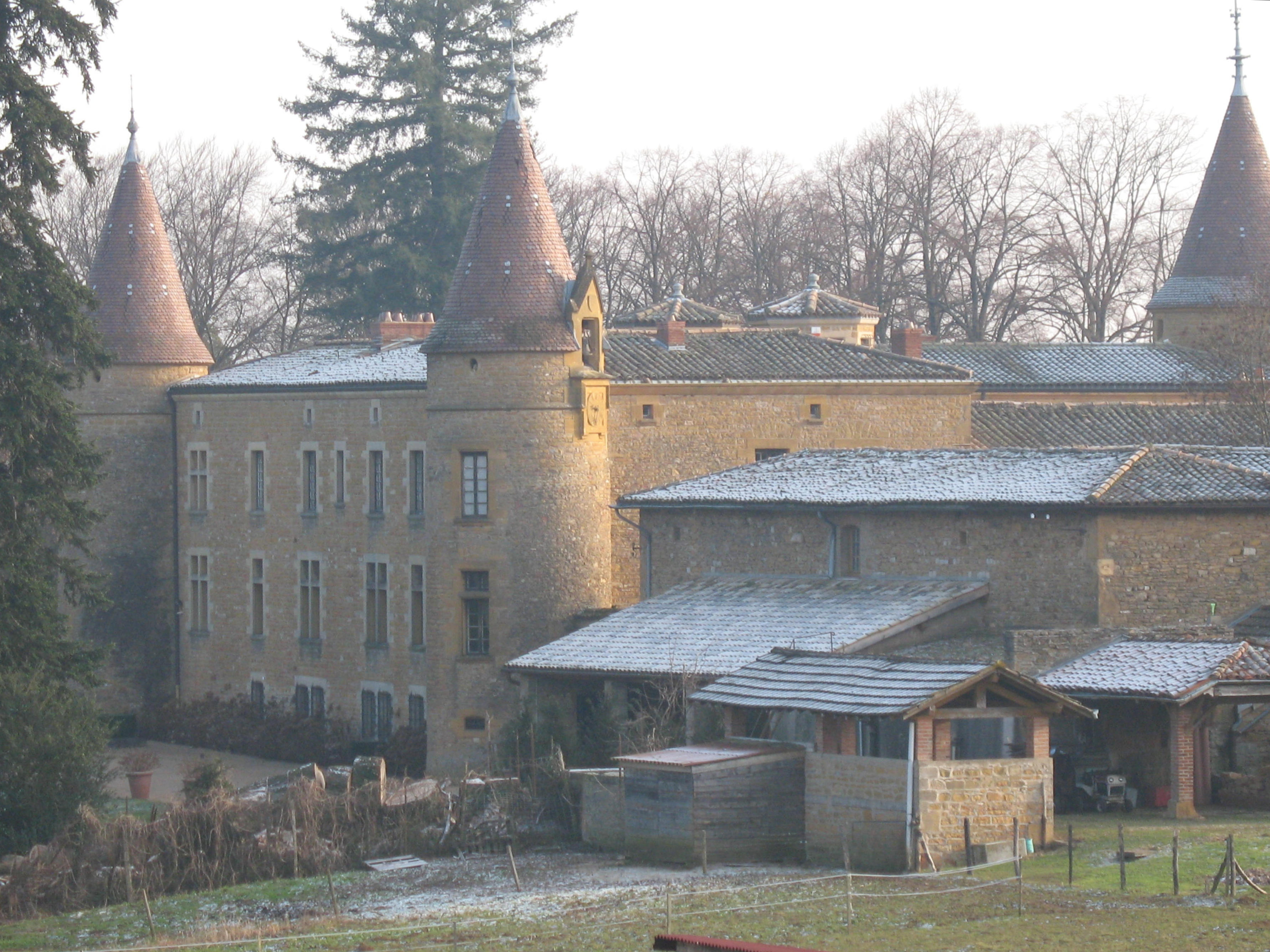
Château de Bionnay
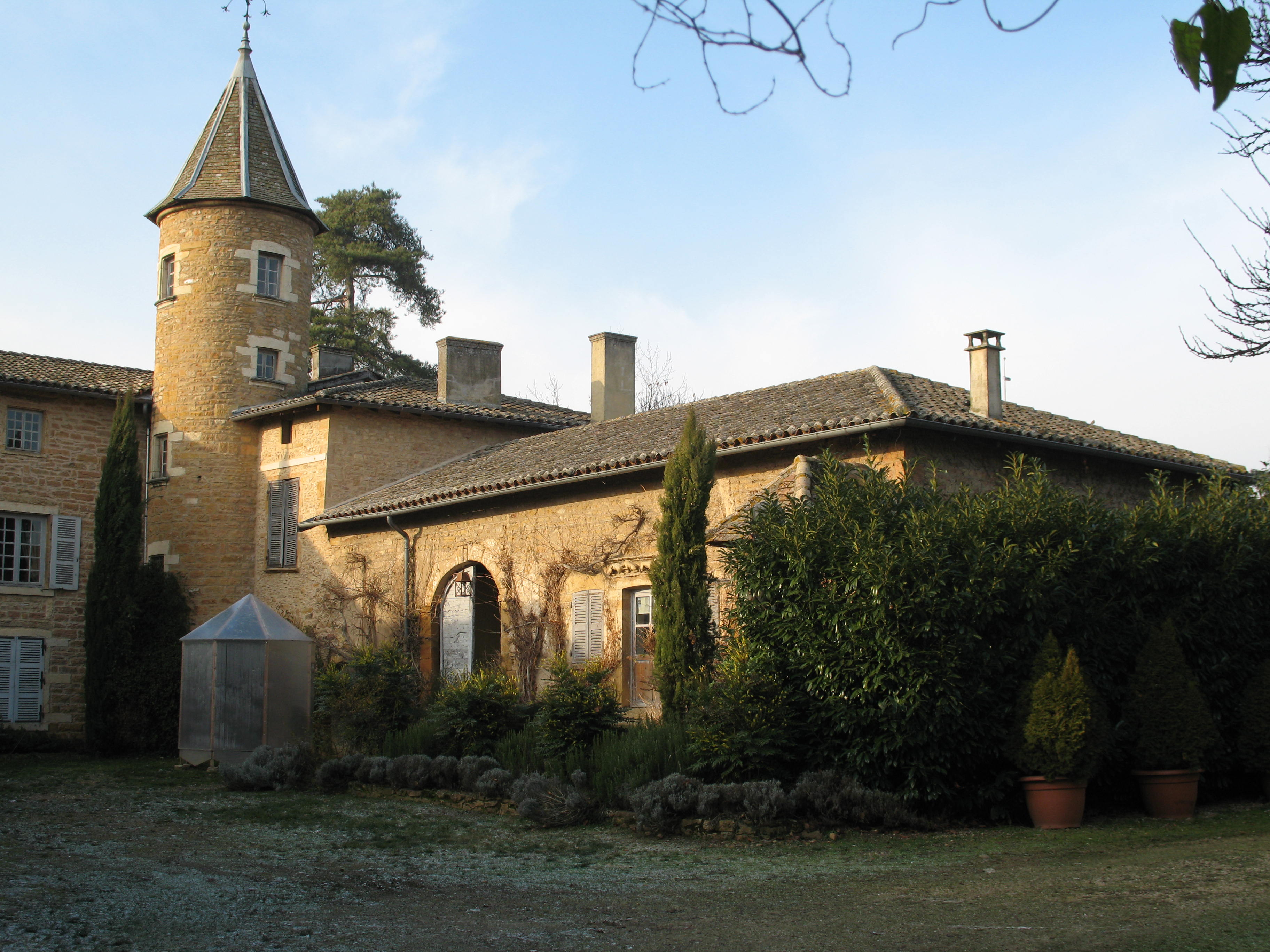
Château de Montauzan
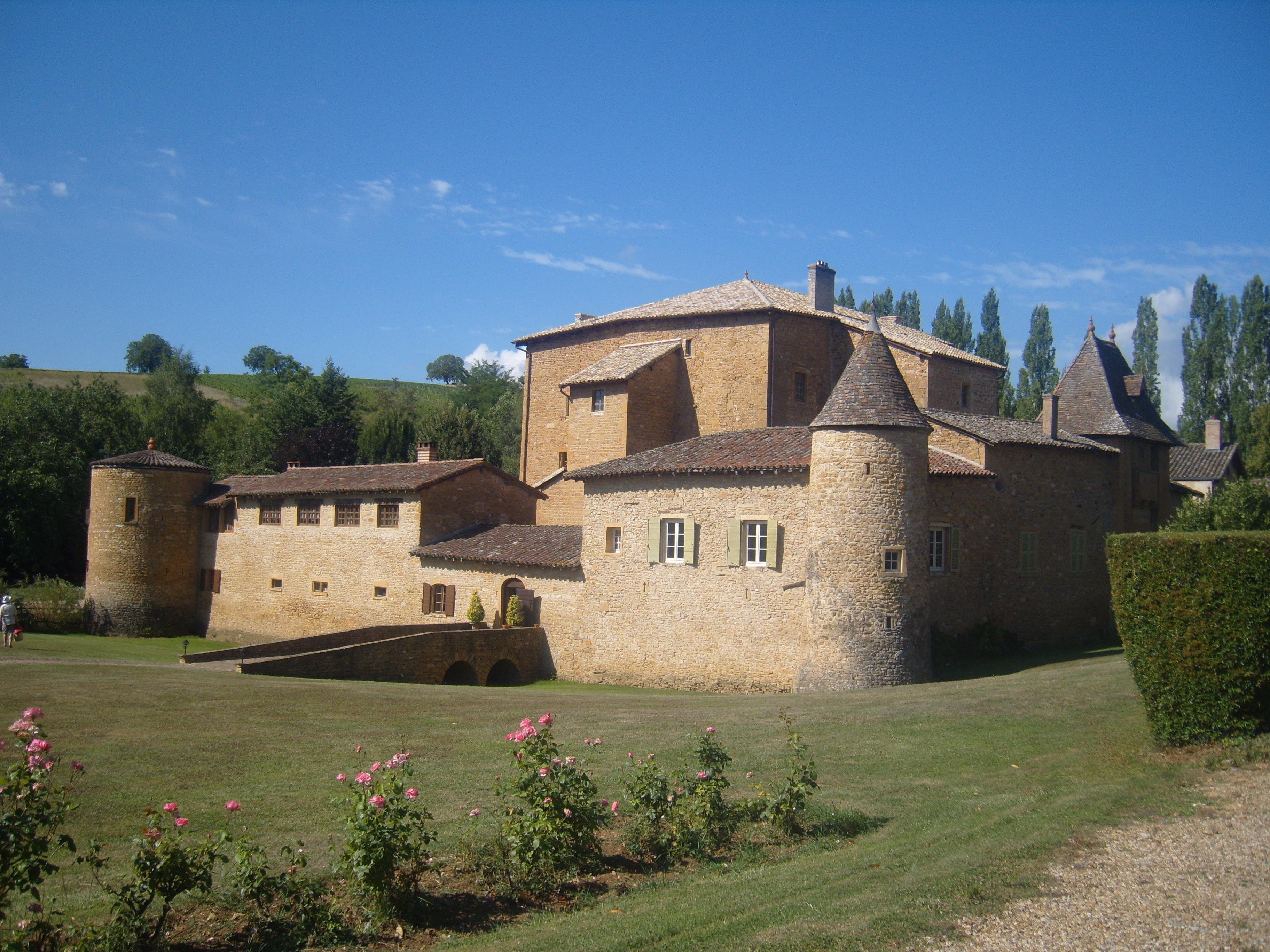
Château du Sou
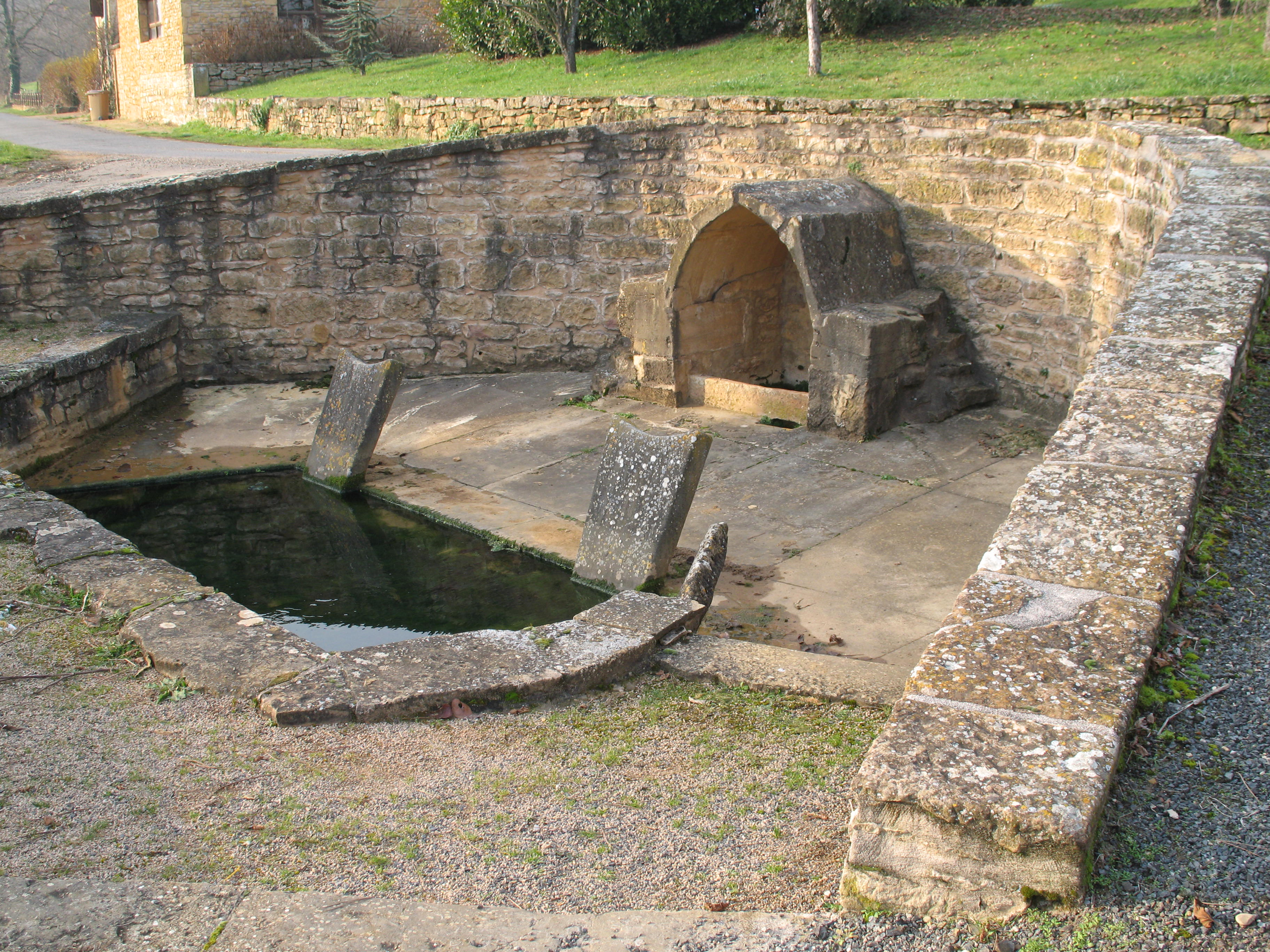
Château du Sou, lavatoio